# Nycterium amazonium
Nycterium amazonium là loài thực vật có hoa trong họ Cà. Loài này được (Ker Gawl.) Sims mô tả khoa học đầu tiên năm 1816.